# Láposköz
Láposköz (Întrerâuri), település Romániában, a Partiumban, Máramaros megyében.

## Fekvése
Kovás (Coaș) mellett fekvő település.

## Története
Láposköz (Întrerâuri) korábban Kovás (Coaș) része volt.
1910-ben 127 román lakosa volt.
1956-ban 198 lakost számoltak itt össze.
A 2002 évi népszámláláskor 92 román lakosa volt.